# Apodanthaceae

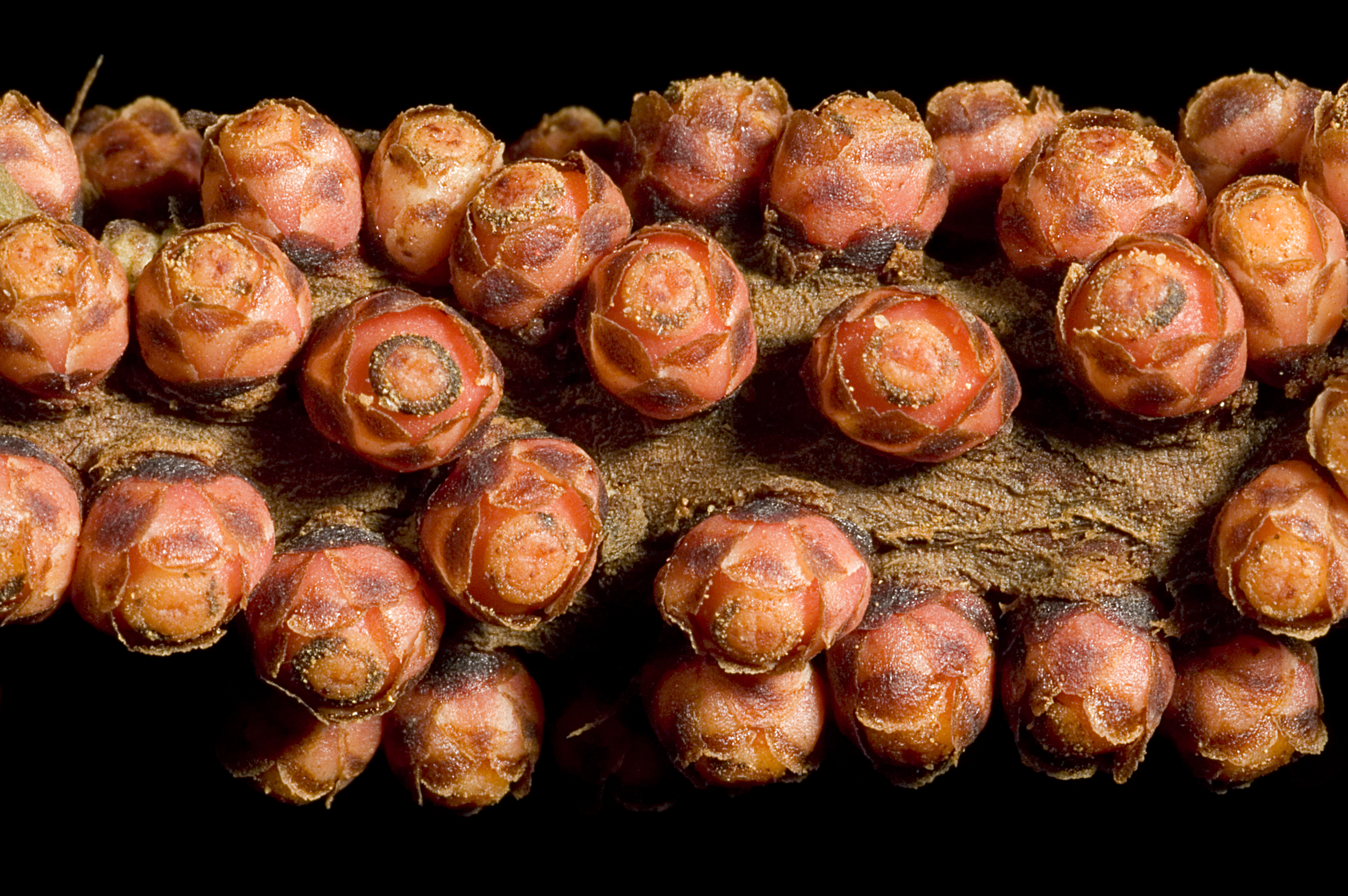
Pilostyles coccoidea em flor (no caule de um hospedeiro).

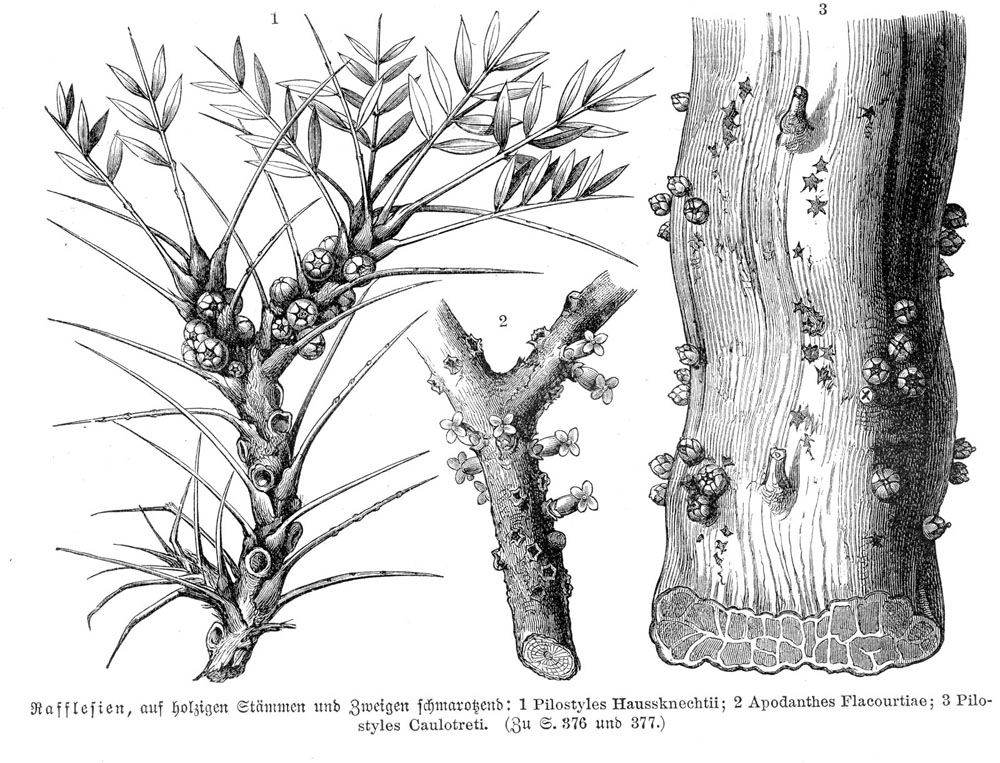
Ilustraçção mostrando três espécies da família Apodanthaceae: à esquerda Pilostyles haussknechtii;ao centro Apodanthes flacourtiae; à direita Pilostyles caulotreti.

Apodanthaceae é uma família de plantas com flor da ordem Cucurbitales, que compreende cerca de 10 espécies de herbáceas endoparasíticas, repartidas por 2-3 géneros, que vivem no interior dos ramos ou raízes dos seus hospedeiros como filamentos semelhantes ao micélio dos fungos, emergindo apenas para florir. São fitoparasitas do tipo holoparasitário, totalmente desprovidos de capacidade fotossintética, com os órgãos vegetativos reduzidos a um filamento do qual emerge a flor. Os membros desta família têm distribuição natural no Neotropis, estendendo-se para norte até à Califórnia e Flórida, no Irão, no sudoeste da Austrália e no leste da África.

## Descrição
A família Apodanthaceae integra cerca de 10 espécies de plantas herbáceas endoparasíticas totalmente desprovidas de capacidade fotossintética (são plantas holoparasitas).
Estas plantas vivem no interior dos troncos ou caules das plantas que são seus hospedeiros, onde assumem uma morfologia filamentosa semelhantes ao micélio de um fungo, emergindo apenas para florir e produzir frutos. Mesmo quando emergem, incluindo no período antes da ântese, estas plantas não produzem quaisquer partes verdes e por isso são sempre incapazes de realizar fotossíntese (ou seja, são organismos holoparasitários na acepção estrita do termo).
É consensual a existências de dois géneros: Pilostyles e Apodanthes. Um terceiro género, Berlinianche, não foi validamente publicado.
Segundo o sistema APG IV, a família pertence à ordem Cucurbitales. A análise de sequências de DNA mitocondrial e de DNA nuclear permitem com elevada confiança colocar as Apodanthaceae na ordem Cucurbitales, onde também se encaixam bem em termos de morfologia das flores.

### Morfologia
Os membros desta família são ervas holoparasitas aclorófiladas, áfilas (sem folhas), com estrutura vegetativa filamentosa, semelhante às hifas de certos fungos, localizada na parte interna da planta hospedeira. Ao longo do ciclo de vida destas plantas, apenas as flores ficam expostas. As flores são solitárias, vistosas, actinomorfas, unissexuadas, com as tépalas dispostas em três verticilos (2+4+4 ou 3+6+6). Os estames são de 5 a numerosos, unidos em tubo. O ovário é ínfero, 4-5-carpelar, unilocular, pluriovular, com óvulos de placentação parietal. Fruto é uma baga.
A biologia desta família permanece pouco conhecida, as hipóteses lançadas sobre o agente polinizador de Pilostyles variam desde dípteros e abelhas, borboletas e moscas, e até mesmo por formigas do género Messor em Pilostyles thurberi A.Gray. A floração do parasita e de sua hospedeira, Psorothamnas emoryi (A. Gray) Rydb. ocorre ao mesmo tempo, por isso enquanto as formigas buscam as flores da hospedeira visitam as do parasita. Quanto a dispersão, as hipóteses são muito variadas, porém acredita-se ocorrer por zoocoria e endozoocoria por aves, pequenos roedores e até chimpanzés.
Acredita-se que o parasitismo é uma característica que evoluiu pelo menos doze vezes entre as angiospermas. Essas modificações evoluíram apenas no clado das magnolídeas e das eudicotiledóneas.

### Distribuição
A família Apodanthacaea integra três géneros:
- Apodanthes Poit., com quatro espécies na América tropical;
- Berlinianche (Harms) Vattimo-Gil, nome ilegítimo, com duas espécies na África tropical (agora considerado parte do género Pilostyles;
- Pilostyles Guill, com aproximadamente 20 espécies na América tropical, Sudoeste Asiático e sudoeste da Austrália.

No Brasil ocorrem 9 espécies, sendo que 6 delas são endémicas, todas pertencentes aos géneros: (1) Apodanthes, encontrada ao norte (Amazonas), centro-oeste (Mato Grosso) e sudeste (Minas Gerais, Rio de Janeiro); e  (2) Pilostyles Guill, com representantes no norte (Amazonas), nordeste (Bahia, Piauí), centro-oeste (Distrito Federal, Goiás), sudeste (Minas Gerais) e sul (Paraná, Rio Grande do Sul e Santa Catarina).

### Usos
As plantas parasitas causam grandes perdas económicos em todo mundo, sendo que cerca de 30 géneros de angiospermas tem alguma relação de parasitismo com plantas cultivadas, como o milho e outros cereais. Apesar da dificuldade em avaliar o impacto económico dessas plantas, estima-se, somente para Arceuthobium, uma perda anual em muitos milhões de dólares em plantações nos Estados Unidos e Canadá. Como os herbicidas convencionais não são bem sucedidos no controlo de tais plantas, a investigação visa o desenvolvimento de métodos efectivos de controlo, como criação de variedades resistentes e no estudo do ciclo de vida dessas fitoparasitas. Porém as holoparasitas têm recebido relativamente pouca atenção.
O impacte económico dos membros da família Apodanthaceae é desconhecido, sendo que as plantas hospedeiro são maioritariamente espécies silvestres ou leguminosas com relativamente pouco interesse económico.

## Filogenia e sistemática

### Filogenia
Aceitando o posicionamento da família estabelecido no sistema APG IV (2016), a aplicação das técnicas da filogenética molecular sugere as seguintes relações entre as  Apodanthaceae e as restantes famílias que integram a ordem Cucurbitales:
|  | Corynocarpaceae |
|  |                 |
|  | Coriariaceae    |
|  |                 |

|  | Tetramelaceae                                               |
|  |                                                             |
|  | \| \| Datiscaceae \| \| \| \| \| \| Begoniaceae \| \| \| \| |
|  |                                                             |
|  | Datiscaceae                                                 |
|  |                                                             |
|  | Begoniaceae                                                 |
|  |                                                             |

|  | Datiscaceae |
|  |             |
|  | Begoniaceae |
|  |             |

|  | Tetramelaceae                                               |
|  |                                                             |
|  | \| \| Datiscaceae \| \| \| \| \| \| Begoniaceae \| \| \| \| |
|  |                                                             |
|  | Datiscaceae                                                 |
|  |                                                             |
|  | Begoniaceae                                                 |
|  |                                                             |

|  | Datiscaceae |
|  |             |
|  | Begoniaceae |
|  |             |

|  | Corynocarpaceae |
|  |                 |
|  | Coriariaceae    |
|  |                 |

|  | Tetramelaceae                                               |
|  |                                                             |
|  | \| \| Datiscaceae \| \| \| \| \| \| Begoniaceae \| \| \| \| |
|  |                                                             |
|  | Datiscaceae                                                 |
|  |                                                             |
|  | Begoniaceae                                                 |
|  |                                                             |

|  | Datiscaceae |
|  |             |
|  | Begoniaceae |
|  |             |

|  | Tetramelaceae                                               |
|  |                                                             |
|  | \| \| Datiscaceae \| \| \| \| \| \| Begoniaceae \| \| \| \| |
|  |                                                             |
|  | Datiscaceae                                                 |
|  |                                                             |
|  | Begoniaceae                                                 |
|  |                                                             |

|  | Datiscaceae |
|  |             |
|  | Begoniaceae |
|  |             |

|  | Corynocarpaceae |
|  |                 |
|  | Coriariaceae    |
|  |                 |

|  | Tetramelaceae                                               |
|  |                                                             |
|  | \| \| Datiscaceae \| \| \| \| \| \| Begoniaceae \| \| \| \| |
|  |                                                             |
|  | Datiscaceae                                                 |
|  |                                                             |
|  | Begoniaceae                                                 |
|  |                                                             |

|  | Datiscaceae |
|  |             |
|  | Begoniaceae |
|  |             |

|  | Tetramelaceae                                               |
|  |                                                             |
|  | \| \| Datiscaceae \| \| \| \| \| \| Begoniaceae \| \| \| \| |
|  |                                                             |
|  | Datiscaceae                                                 |
|  |                                                             |
|  | Begoniaceae                                                 |
|  |                                                             |

|  | Datiscaceae |
|  |             |
|  | Begoniaceae |
|  |             |

|  | Corynocarpaceae |
|  |                 |
|  | Coriariaceae    |
|  |                 |

|  | Tetramelaceae                                               |
|  |                                                             |
|  | \| \| Datiscaceae \| \| \| \| \| \| Begoniaceae \| \| \| \| |
|  |                                                             |
|  | Datiscaceae                                                 |
|  |                                                             |
|  | Begoniaceae                                                 |
|  |                                                             |

|  | Datiscaceae |
|  |             |
|  | Begoniaceae |
|  |             |

|  | Tetramelaceae                                               |
|  |                                                             |
|  | \| \| Datiscaceae \| \| \| \| \| \| Begoniaceae \| \| \| \| |
|  |                                                             |
|  | Datiscaceae                                                 |
|  |                                                             |
|  | Begoniaceae                                                 |
|  |                                                             |

|  | Datiscaceae |
|  |             |
|  | Begoniaceae |
|  |             |

|  | Corynocarpaceae |
|  |                 |
|  | Coriariaceae    |
|  |                 |

|  | Tetramelaceae                                               |
|  |                                                             |
|  | \| \| Datiscaceae \| \| \| \| \| \| Begoniaceae \| \| \| \| |
|  |                                                             |
|  | Datiscaceae                                                 |
|  |                                                             |
|  | Begoniaceae                                                 |
|  |                                                             |

|  | Datiscaceae |
|  |             |
|  | Begoniaceae |
|  |             |

|  | Tetramelaceae                                               |
|  |                                                             |
|  | \| \| Datiscaceae \| \| \| \| \| \| Begoniaceae \| \| \| \| |
|  |                                                             |
|  | Datiscaceae                                                 |
|  |                                                             |
|  | Begoniaceae                                                 |
|  |                                                             |

|  | Datiscaceae |
|  |             |
|  | Begoniaceae |
|  |             |

|  | Corynocarpaceae |
|  |                 |
|  | Coriariaceae    |
|  |                 |

|  | Tetramelaceae                                               |
|  |                                                             |
|  | \| \| Datiscaceae \| \| \| \| \| \| Begoniaceae \| \| \| \| |
|  |                                                             |
|  | Datiscaceae                                                 |
|  |                                                             |
|  | Begoniaceae                                                 |
|  |                                                             |

|  | Datiscaceae |
|  |             |
|  | Begoniaceae |
|  |             |

|  | Tetramelaceae                                               |
|  |                                                             |
|  | \| \| Datiscaceae \| \| \| \| \| \| Begoniaceae \| \| \| \| |
|  |                                                             |
|  | Datiscaceae                                                 |
|  |                                                             |
|  | Begoniaceae                                                 |
|  |                                                             |

|  | Datiscaceae |
|  |             |
|  | Begoniaceae |
|  |             |

|  | Corynocarpaceae |
|  |                 |
|  | Coriariaceae    |
|  |                 |

|  | Tetramelaceae                                               |
|  |                                                             |
|  | \| \| Datiscaceae \| \| \| \| \| \| Begoniaceae \| \| \| \| |
|  |                                                             |
|  | Datiscaceae                                                 |
|  |                                                             |
|  | Begoniaceae                                                 |
|  |                                                             |

|  | Datiscaceae |
|  |             |
|  | Begoniaceae |
|  |             |

|  | Tetramelaceae                                               |
|  |                                                             |
|  | \| \| Datiscaceae \| \| \| \| \| \| Begoniaceae \| \| \| \| |
|  |                                                             |
|  | Datiscaceae                                                 |
|  |                                                             |
|  | Begoniaceae                                                 |
|  |                                                             |

|  | Datiscaceae |
|  |             |
|  | Begoniaceae |
|  |             |

|  | Corynocarpaceae |
|  |                 |
|  | Coriariaceae    |
|  |                 |

|  | Tetramelaceae                                               |
|  |                                                             |
|  | \| \| Datiscaceae \| \| \| \| \| \| Begoniaceae \| \| \| \| |
|  |                                                             |
|  | Datiscaceae                                                 |
|  |                                                             |
|  | Begoniaceae                                                 |
|  |                                                             |

|  | Datiscaceae |
|  |             |
|  | Begoniaceae |
|  |             |

|  | Tetramelaceae                                               |
|  |                                                             |
|  | \| \| Datiscaceae \| \| \| \| \| \| Begoniaceae \| \| \| \| |
|  |                                                             |
|  | Datiscaceae                                                 |
|  |                                                             |
|  | Begoniaceae                                                 |
|  |                                                             |

|  | Datiscaceae |
|  |             |
|  | Begoniaceae |
|  |             |

|  | Corynocarpaceae |
|  |                 |
|  | Coriariaceae    |
|  |                 |

|  | Tetramelaceae                                               |
|  |                                                             |
|  | \| \| Datiscaceae \| \| \| \| \| \| Begoniaceae \| \| \| \| |
|  |                                                             |
|  | Datiscaceae                                                 |
|  |                                                             |
|  | Begoniaceae                                                 |
|  |                                                             |

|  | Datiscaceae |
|  |             |
|  | Begoniaceae |
|  |             |

|  | Tetramelaceae                                               |
|  |                                                             |
|  | \| \| Datiscaceae \| \| \| \| \| \| Begoniaceae \| \| \| \| |
|  |                                                             |
|  | Datiscaceae                                                 |
|  |                                                             |
|  | Begoniaceae                                                 |
|  |                                                             |

|  | Datiscaceae |
|  |             |
|  | Begoniaceae |
|  |             |

|  | Corynocarpaceae |
|  |                 |
|  | Coriariaceae    |
|  |                 |

|  | Tetramelaceae                                               |
|  |                                                             |
|  | \| \| Datiscaceae \| \| \| \| \| \| Begoniaceae \| \| \| \| |
|  |                                                             |
|  | Datiscaceae                                                 |
|  |                                                             |
|  | Begoniaceae                                                 |
|  |                                                             |

|  | Datiscaceae |
|  |             |
|  | Begoniaceae |
|  |             |

|  | Tetramelaceae                                               |
|  |                                                             |
|  | \| \| Datiscaceae \| \| \| \| \| \| Begoniaceae \| \| \| \| |
|  |                                                             |
|  | Datiscaceae                                                 |
|  |                                                             |
|  | Begoniaceae                                                 |
|  |                                                             |

|  | Datiscaceae |
|  |             |
|  | Begoniaceae |
|  |             |

|  | Corynocarpaceae |
|  |                 |
|  | Coriariaceae    |
|  |                 |

|  | Tetramelaceae                                               |
|  |                                                             |
|  | \| \| Datiscaceae \| \| \| \| \| \| Begoniaceae \| \| \| \| |
|  |                                                             |
|  | Datiscaceae                                                 |
|  |                                                             |
|  | Begoniaceae                                                 |
|  |                                                             |

|  | Datiscaceae |
|  |             |
|  | Begoniaceae |
|  |             |

|  | Tetramelaceae                                               |
|  |                                                             |
|  | \| \| Datiscaceae \| \| \| \| \| \| Begoniaceae \| \| \| \| |
|  |                                                             |
|  | Datiscaceae                                                 |
|  |                                                             |
|  | Begoniaceae                                                 |
|  |                                                             |

|  | Datiscaceae |
|  |             |
|  | Begoniaceae |
|  |             |

|  | Corynocarpaceae |
|  |                 |
|  | Coriariaceae    |
|  |                 |

|  | Tetramelaceae                                               |
|  |                                                             |
|  | \| \| Datiscaceae \| \| \| \| \| \| Begoniaceae \| \| \| \| |
|  |                                                             |
|  | Datiscaceae                                                 |
|  |                                                             |
|  | Begoniaceae                                                 |
|  |                                                             |

|  | Datiscaceae |
|  |             |
|  | Begoniaceae |
|  |             |

|  | Tetramelaceae                                               |
|  |                                                             |
|  | \| \| Datiscaceae \| \| \| \| \| \| Begoniaceae \| \| \| \| |
|  |                                                             |
|  | Datiscaceae                                                 |
|  |                                                             |
|  | Begoniaceae                                                 |
|  |                                                             |

|  | Datiscaceae |
|  |             |
|  | Begoniaceae |
|  |             |

|  | Corynocarpaceae |
|  |                 |
|  | Coriariaceae    |
|  |                 |

|  | Tetramelaceae                                               |
|  |                                                             |
|  | \| \| Datiscaceae \| \| \| \| \| \| Begoniaceae \| \| \| \| |
|  |                                                             |
|  | Datiscaceae                                                 |
|  |                                                             |
|  | Begoniaceae                                                 |
|  |                                                             |

|  | Datiscaceae |
|  |             |
|  | Begoniaceae |
|  |             |

|  | Tetramelaceae                                               |
|  |                                                             |
|  | \| \| Datiscaceae \| \| \| \| \| \| Begoniaceae \| \| \| \| |
|  |                                                             |
|  | Datiscaceae                                                 |
|  |                                                             |
|  | Begoniaceae                                                 |
|  |                                                             |

|  | Datiscaceae |
|  |             |
|  | Begoniaceae |
|  |             |

|  | Corynocarpaceae |
|  |                 |
|  | Coriariaceae    |
|  |                 |

|  | Tetramelaceae                                               |
|  |                                                             |
|  | \| \| Datiscaceae \| \| \| \| \| \| Begoniaceae \| \| \| \| |
|  |                                                             |
|  | Datiscaceae                                                 |
|  |                                                             |
|  | Begoniaceae                                                 |
|  |                                                             |

|  | Datiscaceae |
|  |             |
|  | Begoniaceae |
|  |             |

|  | Tetramelaceae                                               |
|  |                                                             |
|  | \| \| Datiscaceae \| \| \| \| \| \| Begoniaceae \| \| \| \| |
|  |                                                             |
|  | Datiscaceae                                                 |
|  |                                                             |
|  | Begoniaceae                                                 |
|  |                                                             |

|  | Datiscaceae |
|  |             |
|  | Begoniaceae |
|  |             |

|  | Corynocarpaceae |
|  |                 |
|  | Coriariaceae    |
|  |                 |

|  | Tetramelaceae                                               |
|  |                                                             |
|  | \| \| Datiscaceae \| \| \| \| \| \| Begoniaceae \| \| \| \| |
|  |                                                             |
|  | Datiscaceae                                                 |
|  |                                                             |
|  | Begoniaceae                                                 |
|  |                                                             |

|  | Datiscaceae |
|  |             |
|  | Begoniaceae |
|  |             |

|  | Tetramelaceae                                               |
|  |                                                             |
|  | \| \| Datiscaceae \| \| \| \| \| \| Begoniaceae \| \| \| \| |
|  |                                                             |
|  | Datiscaceae                                                 |
|  |                                                             |
|  | Begoniaceae                                                 |
|  |                                                             |

|  | Datiscaceae |
|  |             |
|  | Begoniaceae |
|  |             |

|  | Corynocarpaceae |
|  |                 |
|  | Coriariaceae    |
|  |                 |

|  | Tetramelaceae                                               |
|  |                                                             |
|  | \| \| Datiscaceae \| \| \| \| \| \| Begoniaceae \| \| \| \| |
|  |                                                             |
|  | Datiscaceae                                                 |
|  |                                                             |
|  | Begoniaceae                                                 |
|  |                                                             |

|  | Datiscaceae |
|  |             |
|  | Begoniaceae |
|  |             |

|  | Tetramelaceae                                               |
|  |                                                             |
|  | \| \| Datiscaceae \| \| \| \| \| \| Begoniaceae \| \| \| \| |
|  |                                                             |
|  | Datiscaceae                                                 |
|  |                                                             |
|  | Begoniaceae                                                 |
|  |                                                             |

|  | Datiscaceae |
|  |             |
|  | Begoniaceae |
|  |             |

A relação entre os géneros é a seguinte:
|  | \| \| Pilostyles \| \| \| \| \| \| (Berlinianche) nom. illeg. \| \| \| \| |
|  |                                                                           |
|  | Pilostyles                                                                |
|  |                                                                           |
|  | (Berlinianche) nom. illeg.                                                |
|  |                                                                           |

|  | Pilostyles                 |
|  |                            |
|  | (Berlinianche) nom. illeg. |
|  |                            |

|  | \| \| Pilostyles \| \| \| \| \| \| (Berlinianche) nom. illeg. \| \| \| \| |
|  |                                                                           |
|  | Pilostyles                                                                |
|  |                                                                           |
|  | (Berlinianche) nom. illeg.                                                |
|  |                                                                           |

|  | Pilostyles                 |
|  |                            |
|  | (Berlinianche) nom. illeg. |
|  |                            |

|  | \| \| Pilostyles \| \| \| \| \| \| (Berlinianche) nom. illeg. \| \| \| \| |
|  |                                                                           |
|  | Pilostyles                                                                |
|  |                                                                           |
|  | (Berlinianche) nom. illeg.                                                |
|  |                                                                           |

|  | Pilostyles                 |
|  |                            |
|  | (Berlinianche) nom. illeg. |
|  |                            |

|  | \| \| Pilostyles \| \| \| \| \| \| (Berlinianche) nom. illeg. \| \| \| \| |
|  |                                                                           |
|  | Pilostyles                                                                |
|  |                                                                           |
|  | (Berlinianche) nom. illeg.                                                |
|  |                                                                           |

|  | Pilostyles                 |
|  |                            |
|  | (Berlinianche) nom. illeg. |
|  |                            |

### Sistemática
A etimologia do termo «Apodanthaceae» deriva de ά+ποδός "apodes" = "sem pé"; e ἄνθος "anthos" = "flor", o que reflecte a falta de sistema vegetativo convencional, ou seja, não existem órgãos como raiz, caule e folhas, mas somente um sistema endofítico, semelhante a um micélio, completamente embebido nos tecidos dos hospedeiros. Estas adaptações evolutivas da família Apodanthaceae estão ligadas ao seu modo de vida, o holoparasitismo, com a consequente redução do corpo vegetativo, perda de cloroplastos e a resultante perda da capacidade fotossintética.
A inclusão desta família na ordem Cucurbitales foi proposta em 2010 em resultados da comparação de sequências do ADN mitocondrial e nuclear, as quais comprovam a estreita relação filogenética desta família com as restantes Cucurbitales. Para além dessas semelhanças moleculares, também a morfologia floral se encaixa no agrupamento. Na sua presente circunscrição, a família inclui dois ou três géneros com cerca de 10 espécies:
- Apodanthes Poit.: nativo do Neotropis, com apenas uma espécie:
  - Apodanthes caseariae Poit.: distribuído desde San Isidro, na Costa Rica, até ao Brasil. Esta espécie parasita plantas do género Casearia.
- Berlinianche (Harms) Vattimo-Gil, nom. inval.: nativo do leste da África; com uma ou duas espécies:
  - Berlinianche aethiopica (Welw.) Vattimo-Gil, nom. inval., cujo nome correcto é Pilostyles aethiopica Welw.
  - Berlinianche holtzii (Engl.) Vattimo-Gil, nom. inval., cujo nome correcto é Pilostyles holtzii Engl.
- Pilostyles Guill.: com distribuição desde o sul dos Estados Unidos, pelo México, até à América Central e América do Sul, no sudoeste da Austrália e no leste da África; com cerca de 8 espécies, entre as quais:
  - Pilostyles thurberi A. Gray: nativa da Califórnia, Arizona, Nevada, New Mexico, Texas e México.[7]

O nome genérico de Berlinianche é ilegítimo, carecendo de publicação válida (de acordo com o verbete em Index Nominum Genericorum).